# Christine Sixteen
«Christine Sixteen» es una canción de la banda estadounidense Kiss, proveniente del álbum Love Gun de 1977. Fue lanzada como sencillo ese mismo año, alcanzando la posición #25 en la lista Billboard Hot 100. Escrita por el bajista Gene Simmons, la canción narra la aventura amorosa de un hombre mayor con una niña de 16 años llamada Christine.

## Créditos
- Gene Simmons - voz, guitarra
- Ace Frehley - guitarra
- Paul Stanley - guitarra, coros
- Peter Criss - batería
- Eddie Kramer - piano